# Red Bull Racing RB21
O Red Bull Racing RB21 é o modelo de carro construído e utilizado pela Red Bull Racing para a disputa do Campeonato Mundial de Fórmula 1 de 2025, pilotado por Max Verstappen, em sua décima temporada na equipe, por Liam Lawson nos GPs da Austrália e da China, e por Yuki Tsunoda do GP do Japão em diante.

## História
O RB21 foi revelado na O2 Arena, em Londres, durante o F1 75 Live, evento ao vivo organizado pela Fórmula 1, em 18 de fevereiro de 2025, e no dia 25 do mesmo mês, a equipe divulgou um vídeo com mais detalhes do modelo. Este é o último carro da Red Bull a ser desenvolvido sob os regulamentos técnicos atuais da Fórmula 1, antes das mudanças significativas previstas para os regulamentos de 2026, e o último a contar com os motores Honda, já que a equipe projetará seus próprios motores a partir da temporada seguinte. Além disso, o RB21 é o primeiro carro da Red Bull a ser desenvolvido sem a participação do projetista Adrian Newey, que estava na equipe desde 2006, e o primeiro a ser projetado por Pierre Waché.
Apesar das promessas de que o RB21 corrigiria os problemas do RB20, esse carro se mostrou inferior ao modelo da temporada passada, com Lawson se destacando por seus problemas de desempenho nas classificações e nas corridas das duas primeiras etapas de 2025. Verstappen até conseguiu largar da primeira fila no Grande Prêmio da Austrália, onde conquistou um pódio, e posteriormente conquistou a pole e a vitória do Grande Prêmio do Japão, mas ele também fez críticas ao modelo, apontando falta de aderência e um "excesso de subviragem".

## Pintura
O RB21 usa a mesma tradicional pintura dos modelos da Red Bull Racing, com o azul escuro predominante e os detalhes em vermelho e amarelo da marca Red Bull. No Grande Prêmio do Japão, eles fizeram uma mudança, trocando a cor predominante para branco e colocando mais detalhes em vermelho e preto, para homenagear a Honda em seu último ano de parceria com a equipe.

## Ligações Externas
- Página oficial da Red Bull Racing